# تيدي دان
إدوارد ويلكس «تيدي دان» (بالإنجليزية: "Edward Wilkes "Teddy Dunn) مواليد 19 يونيو، 1980، ممثل أمريكي من أصول أسترالية أشتهر بدور دنكن كاين في مسلسل فيرونيكا مارس الذي عرض على قناة "UPN\CW" في عام 2004.

## حياته الشخصية
ولد تيدي في توركواي، فيكتوريا، أستراليا، في 19 يونيو، 1980، لكنه إنتقل وتربى في دورهام، كارولاينا الشمالية، في الولايات المتحدة.

## سيرته الفنية

### أعمال سينمائية
- المُرشح المنشوري (2004)
- القافز (2008)
- نظرية القتل (2009)

### أعمال تلفزيونية
- بنات غيلمور (2004)
- فيرونيكا مارس (2004-06)
- غريس أناتومي (2006)
- سي أس آي: نيويورك (2008)

## وصلات خارجية
- تيدي دان على موقع IMDb (الإنجليزية)
- تيدي دان على موقع روتن توميتوز (الإنجليزية)
- تيدي دان على موقع ألو سيني (الفرنسية)
- تيدي دان على موقع أول موفي (الإنجليزية)
- تيدي دان على موقع قاعدة بيانات الأفلام السويدية (السويدية)
- تيدي دان على موقع قاعدة بيانات الفيلم (الإنجليزية)
- تيدي دان على موقع كينوبويسك (الروسية)